# Schreibset von Wittenberg

Luxusausführung eines Schreibsets aus Zinn (Hans Holbein d. J., Der Kaufmann Georg Gisze, 1532, Detail)

Als Schreibset von Wittenberg wird ein keramisches, grün glasiertes Objekt bezeichnet, das bei Ausgrabungen am Lutherhaus Wittenberg 2004/05 entdeckt wurde. Es stammt aus der ersten Hälfte des 16. Jahrhunderts und hat die Inventarnummer 106/28.

## Beschreibung
Das Schreibset besteht aus einer tellerartigen Platte mit einem Durchmesser von 23 cm und einem etwa 3 cm hohen Rand. Auf dieser Platte waren drei Elemente montiert:
- ein kleines bauchiges Gefäß mit enger Öffnung (identifiziert als Tintenfass, das mit einem Korken o. ä. verschlossen wurde),[2]
- ein kleines offenes Schälchen, möglicherweise für Löschsand, der auf die schreibnasse Tinte gestreut werden konnte,[2]
- eine durch flache Stege abgegrenzte, in etwa rechteckige Abteilung, in der nach Meinung der Ausgräber Schreibfedern und -messer verwahrt wurden.[2]

Der Vorteil eines solchen Schreibsets bestand darin, dass Tinte und Sand gegen unbeabsichtigtes Umkippen besser gesichert waren. Das Tintenfass konnte abgenommen werden, um die Tinte mit heißem Wasser anzurühren.
Dabei handelt es sich um einen kunstlos getöpferten Alltagsgegenstand, der allerdings im archäologischen Kontext sehr selten angetroffen wird. Bei der Lutherhausgrabung förderte man Fragmente von mindestens vier derartigen Sets zutage; ein Zusammenhang mit dem Studienbetrieb, dem sich die Bewohner des Augustinerklosters widmeten, ist naheliegend. 
Obwohl es in den Medien gern als „Luthers Schreibset“ bezeichnet wurde und mit dieser Zuschreibung in Ausstellungen zum Reformationsjubiläum stets einen prominenten Platz hatte, ist archäologisch nicht feststellbar, wer unter den Bewohnern des Lutherhauses im frühen 16. Jahrhundert das Objekt benutzt hat.

## Alternative Deutung: Lampenschale
Der Vergleichsfund aus einer Straubinger Töpferei (um 1600) ist ein Keramikteller mit fest montierten Töpfchen, der als Leuchter interpretiert wird; die Gefäße wurden mit Öl gefüllt, der Teller mit Rand verhinderte, dass überfließendes Öl auslief. Der Straubinger Fund hat allerdings in den Töpfchen kleine zylinderförmige Strukturen, die als Dochthalter dienten. Diese fehlen beim Wittenberger Fund, d. h. hätte man die drei Gefäße auf dem Wittenberger Teller mit Öl gefüllt, so hätten die brennenden Dochte keinen Auflagepunkt gehabt und wären leicht in die Flüssigkeit gerutscht; eine solche Lampenkonstruktion scheint wenig praktisch. „...zu groß sind die Nachteile, die eine solche plumpe Lampenscheibe hat. Nur am Rande angebracht, könnten die Dochte eine halbwegs vernünftige Lichtausbeute haben. Gerade dort würde aber dann wieder das Öl auf den Tisch laufen. Es ist zudem kein Ausguss für Öl vorhanden.“

## Vergleichsobjekt: Schreibset von Faenza
Das Keramikmuseum von Faenza besitzt ein keramisches Schreibset (um 1510), das eine Krippenszene darstellt, davon abgesehen aber einen mit dem Wittenberger Fund vergleichbaren Aufbau hat: „die flache Schale zum Aufbewahren von Schreibutensilien ebenso, wie fest montierte (und damit umsturzsichere) Töpfchen als Tintenfässer und Wasserschalen zum Auswaschen der Feder.“